# Corps Israëlieten

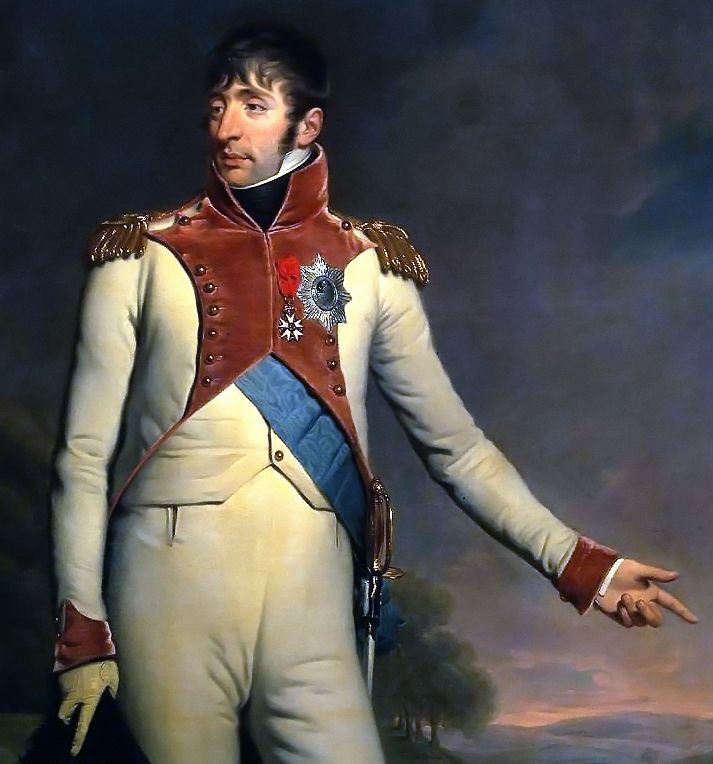
Koning Lodewijk Bonaparte, een groot voorstander van Joodse emancipatie, bracht de eenheid op de been in 1809

Het Corps Israëlieten was een militaire eenheid in het Koninkrijk Holland die uitsluitend uit leden van de Joodse gemeenschap bestond. Koning Lodewijk Bonaparte, een groot voorstander van Joodse emancipatie, bracht de eenheid op de been in 1809 als deel van zijn maatregelen om Joden in Nederland gelijke rechten en plichten te geven. Tot de Bataafse Revolutie in 1795 waren Joden uitgesloten van de meeste beroepen, waaronder militaire dienst.
Koning Lodewijk stelde op 7 april 1809 voor om een corps troepen te doen oprichten, geheel, wat officieren, onder-officieren zoowel als den gemeenen soldaat aangaat, uit Israëlieten bestaande. De beslissing werd bevestigd per koninklijk decreet op 8 juli, dat het doel stelde aan onze Israëlitische onderdanen de gelegenheid [te] verschaffen, om even als andere Ingezetenen tot de eer te worden toegelaten, om tot verdediging van het Vaderland mede te werken. Lodewijk bepaalde dat alle Joodse mannen tussen de leeftijd van 18 en 45 die armoedesteun ontvingen in het corps moesten dienen. Weigeraars zouden hun armoedesteun verliezen.
Het corps werd gevestigd in Den Haag en de officieren van de eenheid werden aangesteld. De eenheid wist echter niet veel recruten te verwerven, want er bleek weinig animo voor de eenheid in de Joodse gemeenschap. Militaire dienst was in die tijd een zeer zwaar, gevaarlijk en slecht betaald beroep en daarom uiterst onpopulair. Ook was er veel twijfel of recruten probleemloos hun religieuze gebruiken zouden kunnen uitoefenen, zoals het eten van koosjer voedsel en de viering van de sjabbat. De overheid probeerde recruten te verwerven door een propagandabrochure te laten drukken in zowel Jiddisch als Nederlands, en deze te verspreiden onder de Joodse gemeenschap. Ook gaven Opperrabbijn Jacob Moses Löwenstamm en andere rabbijnen preken ter ondersteuning van het corps. Al deze pogingen hadden echter weinig effect. Löwenstamms publieke steun was overigens waarschijnlijk opgelegd door de overheid; in een niet uitgesproken preek sprak hij zich juist negatief uit over het idee van Joodse dienstplicht en de mogelijkheid van Joodse soldaten om hun religieuze gebruiken uit te oefenen.
Op 3 november van dat jaar liet de regering weten dat Lodewijk had besloten de Joodse eenheid weer op te heffen wegens gebrek aan interesse. De leden van het corps werden verspreid onder andere militaire eenheden.